# Croton acapulcensis
Espèce
Classification APG III (2009)
Croton acapulcensis est une espèce de plantes à fleurs du genre Croton et de la famille des Euphorbiaceae originaire du Mexique.